# 2020년 하계 올림픽 요트
2020년 하계 올림픽 요트는 2021년 7월 26일부터 31일까지 일본 도쿄 에노섬 요트 하버에서 진행된다. 세부종목의 경우 지난 대회와 별다른 변화 없이 RS:X급, 레이저급, 레이저 레이디얼급, 핀급, 470급, 49er급, 49erFX급, 나크라17급 전 종목이 그대로 유지된다.

## 예선
이번 대회의 참가선수 규모는 380명에서 350명으로 줄어들었는데 이는 남녀 선수규모를 동수로 맞추기 위해서다.
예선기간은 덴마크 오르후스에서 열린 2018년 세계 요트 선수권 대회부터 시작된다. 이 대회에서 최고 성적을 기록한 국가들을 대상으로 전체 출전권 중 40%에 달하는 101명분의 출전권이 부여된다. 2018년 아시안 게임과 2019년 팬아메리칸 게임에서 남자 레이저급, 여자 레이저 레이디얼급 경기 결과를 바탕으로 선수 6명에게 출전권이 부여되며, 2019년 세계 선수권 대회에 참가하는 모든 선수들을 대상으로 61명분의 출전권이 다시 배분된다. 나머지 출전권의 경우 2020년부터 치러진 대륙별 예선대회 결과를 바탕으로 배분되었으며, IOC-연맹-조직위 3자 초청을 통해 딩기 개인종목을 대상으로 2명씩 출전권이 부여될 예정이다.
개최국 일본은 10개 전 종목에서 각각 한 명씩 자동 출전권이 부여된다.

### 종목
| 종목            | 유형     | 남녀 | 선수 | 트래피즈 | 메인세일 | 집세일/제노아 | 스핀네이커 | 올림픽 첫도입 | 경기횟수 |
| --------------- | -------- | ---- | ---- | -------- | -------- | ------------- | ---------- | ------------- | -------- |
| RS:X            | 세일보드 | 여자 | 1명  | -        | +        | -             | -          | 2008년        | 4        |
| RS:X            | 세일보드 | 남자 | 1명  | -        | +        | -             | -          | 2008년        | 4        |
| 레이저 레이디얼 | 딩기     | 여자 | 1명  | -        | +        | -             | -          | 2008년        | 4        |
| 레이저          | 딩기     | 남자 | 1명  | -        | +        | -             | -          | 1996년        | 7        |
| 핀              | 딩기     | 남자 | 1명  | -        | +        | –             | –          | 1956년        | 18       |
| 470             | 딩기     | 여자 | 2명  | 1개      | +        | +             | +          | 1988년        | 9        |
| 470             | 딩기     | 남자 | 2명  | 1개      | +        | +             | +          | 1976년        | 12       |
| 49er            | 스키프   | 남자 | 2명  | 2개      | +        | +             | +          | 2000년        | 6        |
| 49erFX          | 스키프   | 여자 | 2명  | 2개      | +        | +             | +          | 2016년        | 2        |
| 나크라 17       | 멀티헐   | 혼성 | 2명  | 2개      | +        | +             | +          | 2016년        | 2        |

## 일정
| 예 | 예선 | 결 | 결선 |

| 날짜                   | 7월 25일 | 7월 26일 | 7월 27일 | 7월 28일 | 7월 29일 | 7월 30일 | 7월 31일 | 8월 1일 | 8월 2일 | 8월 3일 | 8월 4일 |
| ---------------------- | -------- | -------- | -------- | -------- | -------- | -------- | -------- | ------- | ------- | ------- | ------- |
| 남자 RS:X급            | 예       | 예       |          | 예       | 예       |          | 결       |         |         |         |         |
| 남자 레이저급          | 예       | 예       | 예       |          | 예       | 예       |          | 결      |         |         |         |
| 남자 핀급              |          |          | 예       | 예       | 예       |          | 예       | 예      |         | 결      |         |
| 남자 470급             |          |          |          | 예       | 예       | 예       |          | 예      | 예      |         | 결      |
| 남자 49er급            |          |          | 예       | 예       |          | 예       | 예       |         | 결      |         |         |
| 여자 RS:X급            | 예       | 예       |          | 예       | 예       |          | 결       |         |         |         |         |
| 여자 레이저 레이디얼급 | 예       | 예       | 예       |          | 예       | 예       |          | 결      |         |         |         |
| 여자 470급             |          |          |          | 예       | 예       | 예       |          | 예      | 예      |         | 결      |
| 여자 49erFX급          |          |          | 예       | 예       |          | 예       | 예       |         | 결      |         |         |
| 나크라17급             |          |          |          | 예       | 예       |          | 예       | 예      |         | 결      |         |

## 참가

### 참가국
- 알제리 (2)
- 앙골라 (2)
- 앤티가 바부다 (1)
- 아르헨티나 (11)
- 오스트레일리아 (13)
- 오스트리아 (6)
- 벨라루스 (2)
- 벨기에 (4)
- 브라질 (13)
- 캐나다 (9)
- 칠레 (1)
- 중화인민공화국 (12)
- 크로아티아 (4)
- 키프로스 (4)
- 체코 (1)
- 덴마크 (8)
- 엘살바도르 (1)
- 이집트 (1)
- 에스토니아 (2)
- 피지 (1)
- 핀란드 (5)
- 프랑스 (14)
- 독일 (10)
- 영국 (15)
- 그리스 (8)
- 과테말라 (2)
- 홍콩 (3)
- 헝가리 (4)
- 인도 (4)
- 아일랜드 (3)
- 이스라엘 (5)
- 이탈리아 (9)
- 일본 (15)
- 리투아니아 (2)
- 말레이시아 (4)
- 멕시코 (4)
- 몬테네그로 (1)
- 모잠비크 (3)
- 네덜란드 (10)
- 뉴질랜드 (10)
- 노르웨이 (8)
- 파푸아뉴기니 (2)
- 페루 (5)
- 폴란드 (9)
- 포르투갈 (5)
- 푸에르토리코 (2)
- 러시아 올림픽 위원회 (6)
- 세인트루시아 (2)
- 사모아 (1)
- 세이셸 (1)
- 싱가포르 (3)
- 슬로베니아 (3)
- 남아프리카 공화국 (3)
- 대한민국 (4)
- 스페인 (15)
- 스웨덴 (9)
- 스위스 (6)
- 태국 (3)
- 트리니다드 토바고 (1)
- 튀니지 (4)
- 튀르키예 (8)
- 미국 (13)
- 우루과이 (3)
- 베네수엘라 (1)

## 메달리스트

### 순위
범례
  *   개최국 (일본)

### 남자
| 종목          | 금                                               | 은                                                 | 동                                                 |
| ------------- | ------------------------------------------------ | -------------------------------------------------- | -------------------------------------------------- |
| RS:X 자세히   | 키란 바들루 · 네덜란드                           | 토마 고야르 · 프랑스                               | 비쿤 · 중화인민공화국                              |
| 레이저 자세히 | 매슈 원 · 오스트레일리아                         | 톤치 스티파노비치 · 크로아티아                     | 헤르만 토마스고르 · 노르웨이                       |
| 핀 자세히     | 자일스 스콧 · 영국                               | 베레츠 좀보르 · 헝가리                             | 호안 카르도나 멘데스 · 스페인                      |
| 470 자세히    | 오스트레일리아 (AUS) · 매슈 벨처 · 윌리엄 라이언 | 스웨덴 (SWE) · 안톤 달베리 · 프레드리크 베리스트룀 | 스페인 (ESP) · 호르디 사마르 · 니콜라스 로드리게스 |
| 49er 자세히   | 영국 (GBR) · 딜런 플레처 · 스튜어트 비덜         | 뉴질랜드 (NZL) · 피터 벌링 · 블레어 튜크           | 독일 (GER) · 에리크 하일 · 토마스 플뢰셀           |

### 여자
| 종목                   | 금                                             | 은                                                       | 동                                                   |
| ---------------------- | ---------------------------------------------- | -------------------------------------------------------- | ---------------------------------------------------- |
| RS:X 자세히            | 루윈슈 · 중화인민공화국                        | 샤를린 피콩 · 프랑스                                     | 에마 윌슨 · 영국                                     |
| 레이저 레이디얼 자세히 | 아네마리 린돔 · 덴마크                         | 요세핀 올손 · 스웨덴                                     | 마릿 바우메이스터르 · 네덜란드                       |
| 470 자세히             | 영국 (GBR) · 해나 밀스 · 에일리 매킨타이어     | 폴란드 (POL) · 아그니에슈카 스크시풀레츠 · 욜란타 오가르 | 프랑스 (FRA) · 카미유 르쿠앙트르 · 알로이즈 르토르나 |
| 49erFX 자세히          | 브라질 (BRA) · 마르치니 그라에우 · 카에나 쿤지 | 독일 (GER) · 티나 루츠 · 주잔 보이케                     | 네덜란드 (NED) · 아네믹 베케링 · 아네터 뒤츠         |

### 혼성
| 종목            | 금                                           | 은                               | 동                                         |
| --------------- | -------------------------------------------- | -------------------------------- | ------------------------------------------ |
| 나크라17 자세히 | 이탈리아 (ITA) · 루제로 티타 · 카테리나 반티 | 영국 (GBR) · 존 김슨 · 애나 버넷 | 독일 (GER) · 파울 콜호프 · 알리카 슈툴레머 |

## 같이 보기
- 2018년 아시안 게임 요트
- 2018년 하계 청소년 올림픽 요트
- 올림픽 요트